# سازهای ابداعی محمدرضا شجریان

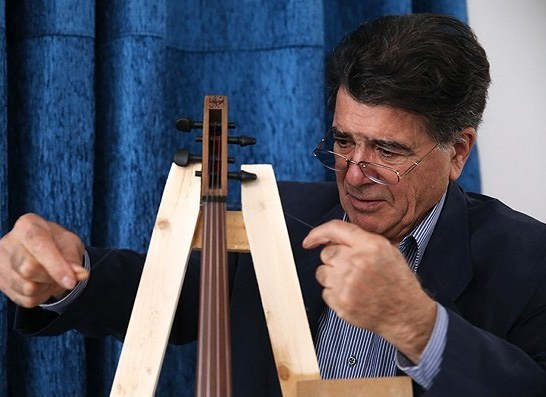
محمدرضا شجریان در حال دادن توضیحاتی راجع به یکی از سازهای ابداعیش

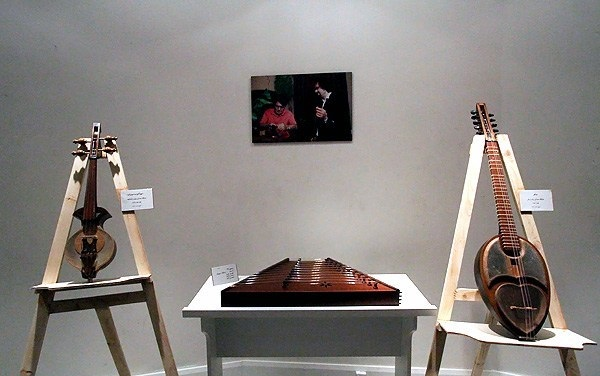
برخی از سازها

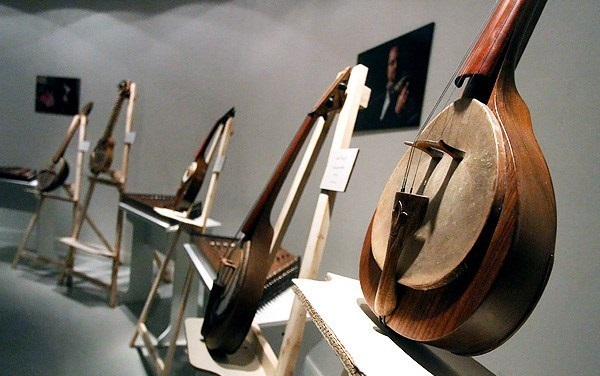
برخی از سازها

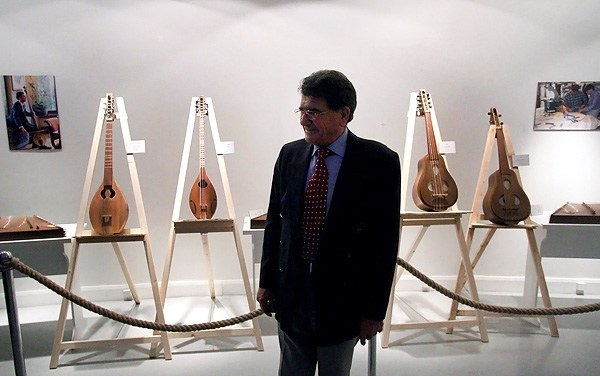
محمدرضا شجریان در کنار سازهای ابداعی خویش

سازهای ابداعی شجریان مجموعه‌ای از سازهای جدید دست‌ساز محمدرضا شجریان و افشین رجبی  شامل: صراحی، شاه‌صراحی، صراحی آلتو، بم‌صراحی، شهرآشوب، شهرآشوب آلتو، بم‌ساز، شهنواز، شهبانگ، کرشمه، باربد، تندر، ساغر، سبو سوپرانو، دل و دل آلتو، دل و دل سوپرانو و پرهیب است که در دو مرحله معرفی شد. اولین نمایشگاه سازهای ابداعی محمدرضا شجریان در اردیبهشت ۱۳۹۰ و دومین نمایشگاه در شهریور ۱۳۹۲ به کوشش مؤسسه فرهنگی هنری دل‌آواز در خانه هنرمندان برگزار شد.

## انتقادها
منتقدان بر این باورند که این سازهای ابداعی همان سازهای کنونی هستند که به به خاطر تغییرات ایجاد شده بسیار بد صدا شده اند. در عین حال هیچ کدام از این سازها توسط نوازندگان استفاده نمیشود.

## سازها
در نمایشگاه سازهای ابداعی محمدرضا شجریان که در اردیبهشت سال ۱۳۹۰ برگزار گردید، در این نمایشگاه ۱۴ ساز ابداعی و ۱۰ سنتور در اندازه‌های مختلف عرضه شد که ساخت تمامی آنها بر عهده افشین رجبی بوده 
. سازهای به نمایش درآمده عبارت بودند از:
«سنتور آزمایشی و تحقیقاتی» (سال ۱۳۶۸، چوپ توت)، «سنتور سل‌کوک»، «سنتور فاکوک»، «سنتور می‌کوک»، «سنتور سی‌کوک»، «سنتور دوکوک سوپرانو»، «تندر» (۱۴ خرک، سل کوک بم)، «ارغنون» (۲۳ خرک، سوپرانو)، «سبو» (جایگاه صدای کمانچه)، «شهرآشوب» (جایگاه صدای کمانچه)، «شهر آشوب آلتو» (جایگاه صدای آلتو، یک چهارم بم‌تر)، «شهنواز» (جایگاه صدای ویلنسل)، «شهبانگ» (جایگاه صدای کنترباس)، «کرشمه» (جایگاه صدای تار)، «ساغر» (جایگاه صدای تار و رباب آلتو)، «باربد» (جایگاه صدای بربط)، «صراحی» (جایگاه صدای کمانچه)، «صراحی آلتو» (جایگاه صدای آلتو، یک چهارم بم‌تر)، «بم صراحی» (جایگاه صدای ویولنسل)، «شاه صراحی» (جایگاه صدای کنترباس)
تعداد زیادی از این سازها قبلاً در کنسرت‌های محمدرضا شجریان، در خارج و داخل از ایران به وسیلهٔ نوازندگان گروه شهناز به کار گرفته شده بودند. محمدرضا شجریان، در هنگام برپایی نمایشگاه، در خصوص ضرورت ایجاد نوآوری در موسیقی ایران گفت:
در طول ۵۰ سالی که کار حرفه‌ای می‌کنم و به‌طور تخصصی با صدا ارتباط دارم، نیاز به صداهای جدید را احساس می‌کردم و همیشه کمبود این صداها مرا آزار می‌داد.
او همچنین اضافه کرد:
در کنسرت‌هایی که داریم لابه‌لای سازهای سنتی از این سازهای ابداعی نیز استفاده می‌کنیم، چون باید آنها را در کنار سازهای سنتی قرار دهیم تا به مرور جایگاه خود را در میان مخاطبان شان پیدا کنند. من نمی‌توانم از همان لحظه نخست این سازها را به صحنه بیاورم. این کار درستی نیست.

## زمان نمایشگاه
نخستین نمایشگاه سازهای ابداعی محمدرضا شجریان از تاریخ ۱۹ اردیبهشت تا ۲۳ اردیبهشت ۱۳۹۰ در خانهٔ هنرمندان ایران ادامه پیدا کرد. همچنین دومین نمایشگاه سازهای ابداعی محمدرضا شجریان از ۲۲ تا ۲۸ شهریور ۱۳۹۲ در خانه هنرمندان ایران برگزار شد.

## انتقادها
در نخستین واکنش‌ها، گروهی محمدرضا شجریان را تحسین نمودند و عده‌ای نیز از او انتقاد کردند. از آن جمله می‌توان به نظرات حسین علیزاده و محمدرضا لطفی اشاره نمود:

### حسین علیزاده[۵]
حسین علیزاده که در اواخر سال ۱۳۸۹ تور کنسرت‌های بداهه‌نوازی خود در ایران را برگزار می‌کرد، در جریان برگزاری یکی از کنفرانس‌های مطبوعاتی‌اش، انتقاداتی را متوجه سازهای ابداعی شجریان وارد کرد. انتقاداتی که هر چند برای نخستین بار گفته نمی‌شد، اما این بار او بود که دیدگاهش را دربارهٔ سازهای ابداعی بیان می‌کرد. علیزاده با بیان اینکه با تغییر شکل ظاهری سازها، اتفاق تازه‌ای در موسیقی ایران نمی‌افتد، ابراز داشت: 
این حرکات که معمولاً سبب می‌شود تا مخاطب عام به آن علاقه نشان داده و آنچنان جذب شکل و شمایل این ساز می‌شود که دیگر اصول مهم‌تر موسیقی مانند خلاقیت هنرمند را از یاد برده و تنها تحت تأثیر شکل این سازها قرار می‌گیرد.

### محمدرضا لطفی[۵]
محمدرضا لطفی، با بیان انتقاداتی که بیشتر بیانگر تمایز بین نوآوری و زیبایی ظاهری ساز بود، مواردی را متوجه سازهای ابداعی شجریان کرد. وی در مقاله‌ای گفت: 
در قدیم دو نظر برای ساز بوده‌است: نخست آنکه ساز ساده باشد و زیاد تزیینی نشود بعد از آن، ساز می‌تواند تزیینی هم باشد.

## سازها، گروه شهناز و کنسرت‌ها
حدود نیمی از نوازنده‌های گروه شهناز، از این سازها با تصمیم محمدرضا شجریان و مجید درخشانی بهره می‌جویند. کنسرتی که محمدرضا شجریان با گروه شهناز در لندن برگزار کرد، به گمان بسیاری از دوستداران موسیقی یکی از نمونه‌های صدادهی دیگر گونه با بهره‌گیری از سازهای ابداعی بود تا جایی که مجید درخشانی سرپرست گروه شهناز نیز این کنسرت را یکی از موفق‌ترین کنسرت‌های گروه شهناز در این امر می‌داند. همین‌طور کنسرت گروه شهناز در دبی نیز یکی از اجراهای دیگرگونهٔ این گروه در ارایهٔ سازهای ابداعی بود. هم چنین شجریان در مجموعه رنگ‌های تعالی که به همراه نوازندگانی از برخی کشورهای جهان اجرا کرده بود از سازهای ابداعی اش استفاده کرد.